# 램버스구
램버스구(London Borough of Lambeth, i/ˈlæmbɪθ/)는 잉글랜드 사우스런던에 있는 런던 자치구이다. 이너런던을 이루는 구 중 하나이기도 하다.
램버스라는 이름은 1062년에 기록된 '램버히사' (Lambehitha, →양륙지)라는 지명에서 처음으로 등장하며 1255년부터는 지금과 같은 '램버스'가 되었다. 한편 이 지역은 습지가 있는 곳으로도 유명했는데, 이 램버스 습지는 18세기에 매립되어 지금은 찾아볼 수 없지만 로어마시 (Lower Marsh)라는 거리 이름으로 남게 되었다. 램버스 구는 지리상으로 런던의 정중앙이기도 하며 정확한 위치는 램버스 노스 역 부근 프레지어 거리에 있다.

## 인구
| 연도  | 인구    | ±%     |
| ----- | ------- | ------ |
| 1801  | 34,135  | —      |
| 1811  | 49,511  | +45.0% |
| 1821  | 68,458  | +38.3% |
| 1831  | 102,524 | +49.8% |
| 1841  | 131,131 | +27.9% |
| 1851  | 158,559 | +20.9% |
| 1861  | 204,252 | +28.8% |
| 1871  | 249,945 | +22.4% |
| 1881  | 295,637 | +18.3% |
| 1891  | 332,619 | +12.5% |
| 1901  | 357,316 | +7.4%  |
| 1911  | 383,848 | +7.4%  |
| 1921  | 388,779 | +1.3%  |
| 1931  | 393,782 | +1.3%  |
| 1941  | 355,970 | −9.6%  |
| 1951  | 321,795 | −9.6%  |
| 1961  | 315,184 | −2.1%  |
| 1971  | 308,740 | −2.0%  |
| 1981  | 244,153 | −20.9% |
| 1991  | 256,406 | +5.0%  |
| 2001  | 266,170 | +3.8%  |
| 2011  | 303,086 | +13.9% |
| Note: |         |        |